# Velika Veternička
Velika Veternička – wieś w Chorwacji, w żupanii krapińsko-zagorskiej, w gminie Novi Golubovec. W 2011 roku liczyła 295 mieszkańców.